# Kern River
Der Kern River ist ein ca. 264 Kilometer langer Fluss im US-Bundesstaat Kalifornien. Er entwässert einen Teil der südlichen Sierra Nevada nordöstlich von Bakersfield. Gespeist vom Schmelzwasser in der Umgebung des Mount Whitney passiert der Fluss landschaftlich reizvolle Canyons in den Bergen und stellt ein beliebtes Ziel für Rafting und Kayaking dar. Er ist der einzige größere Fluss in den Bergen der Sierra Nevada, der diese in südliche Richtung entwässert.
Der Kern River floss früher in vollem Umfang bis in den heutzutage ausgetrockneten See Buena Vista Lake am Südende des kalifornischen Central Valley. Gegenwärtig wird der Fluss jedoch fast vollständig zu Bewässerungszwecken umgeleitet sowie zur Grundwasserspeisung als auch für das California Aqueduct verwendet. So gelangt nur noch ein geringer Teil der ursprünglichen Wassermenge in den Lake Webb und den Lake Evans, zwei kleine Seen in einem Teilbereich des früheren Buena Vista Lake, die 1973 für Erholungszwecke angelegt wurden.

## Flussverlauf
Der Kern River ist der am weitesten im Süden gelegene Fluss im San Joaquin Valley. Er entspringt in der Sierra Nevada im Osten des Tulare County und endet im Westen des Kern County, wo er zum überwiegenden Teil zu Bewässerungszwecken abgeleitet wird. Seine beiden Quellarme, North Fork Kern River und South Fork Kern River, vereinigen sich im 1953 angelegten Stausee Lake Isabella.
Der Hauptarm (main branch) des Flusses (auch North Fork Kern River genannt) wird von mehreren kleinen Seen westlich des Mount Whitney in der nordöstlichen Ecke des Sequoia National Park gespeist. Von da fließt er in südlicher Richtung durch die Berge, passiert den Inyo National Forest und Sequoia National Forest, sowie die Golden Trout Wilderness. An einer Stelle, die als Forks of the Kern bezeichnet wird, nimmt er den von Nordwesten kommenden Little Kern River auf. Bei Kernville verlässt der Fluss seinen schmalen Canyon und mündet in einem weiten Tal in den Lake Isabella. Das Gebiet war einst bekannt als Whiskey Flat, der früheren Lage der Stadt Kernville.
Genau wie der North Fork entspringt auch der South Fork Kern River im Tulare County und fließt hauptsächlich in südlicher Richtung durch den Inyo National Forest. Nach dem Erreichen des Kern County ändert der South Fork seine Richtung nach Westen, bis er schließlich in den Lake Isabelle mündet.

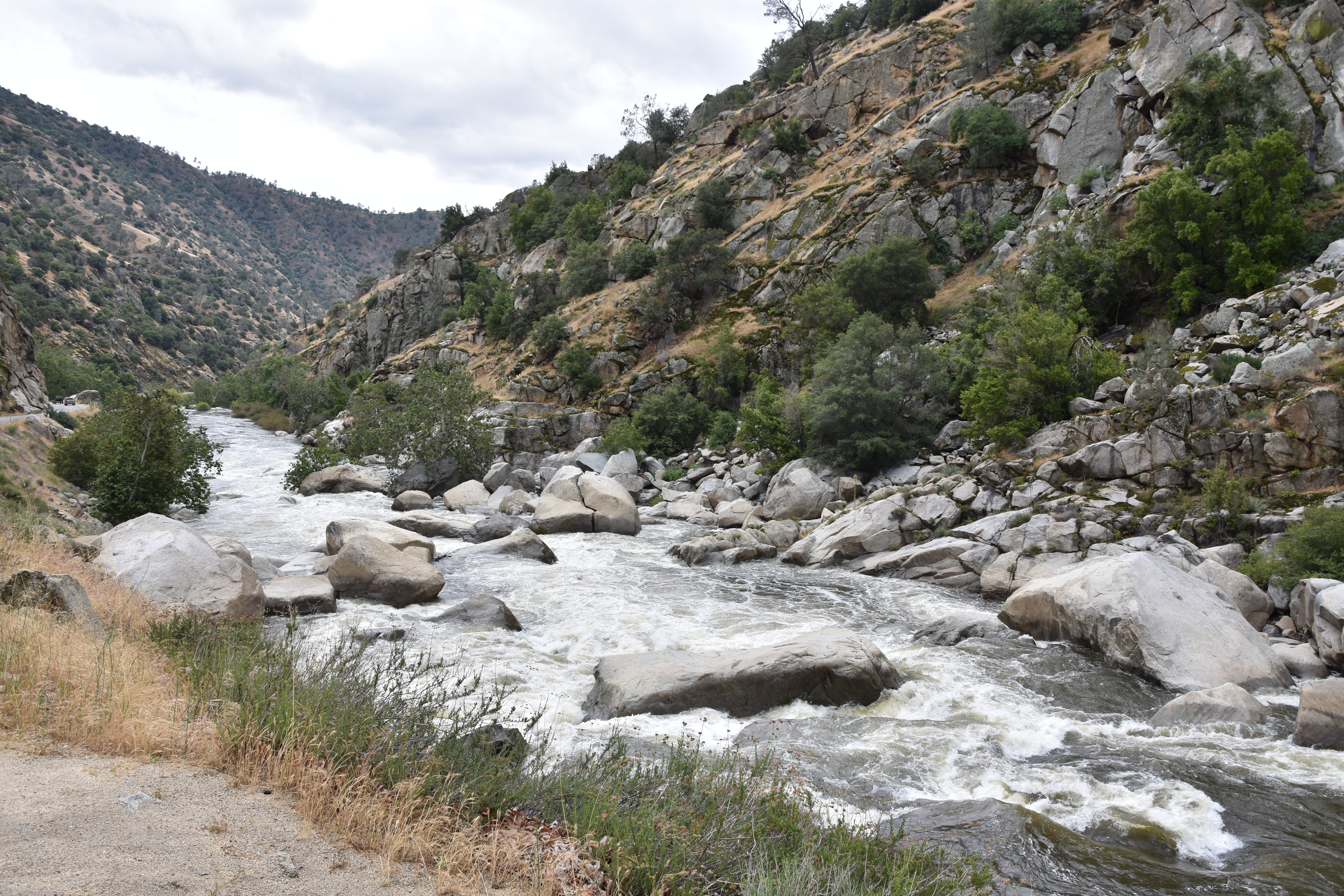
Kern River zwischen Lake Isabella und Bakersfield

Nach Verlassen des Stausees durch den Isabella Dam fließt der Kern River nach Südwesten durch spektakuläre Canyons entlang dem Südrand der Greenhorn Mountains, bis er die Berge östlich von Bakersfield verlässt. Im Unterlauf des Flusses nach Passieren von Bakersfield wird sein Wasser in großem Maße über eine Reihe von Kanälen zur Bewässerung des südlichen San Joaquin Valley sowie zur Trinkwasserversorgung des Großraum Bakersfield entnommen. In der Region von Bakersfield breitete sich der Kern River früher in ein großes Sumpfland mit temporären Seen aus.
Der Friant-Kern Canal, gebaut im Rahmen des Central Valley Project (CVP), fließt dem Fluss etwa 6 km westlich vom Stadtzentrum von Bakersfield zu.
Der Kern River ist einer der wenigen Flüsse im Central Valley, der dem Central Valley Project kein Wasser beisteuert. Jedoch wird das Wasser des CVP, hauptsächlich des Friant-Kern-Kanals, zur Grundwasseranreicherung verwendet.